# Robe des gens de justice
Pour les articles homonymes, voir Robe et Costume d'audience.
Ne doit pas être confondu avec Robe d'avocat.
 (janvier 2021).
Si vous disposez d'ouvrages ou d'articles de référence ou si vous connaissez des sites web de qualité traitant du thème abordé ici, merci de compléter l'article en donnant les références utiles à sa vérifiabilité et en les liant à la section « Notes et références ».

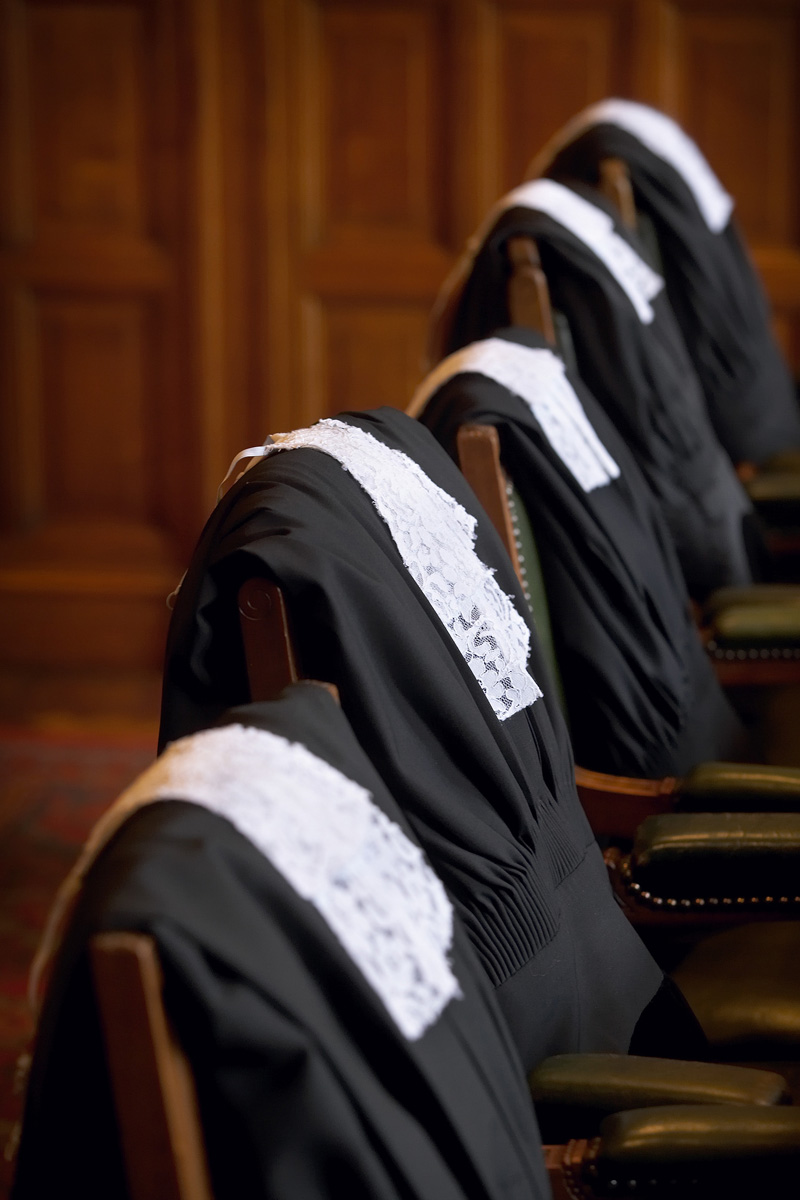
Robes de la Cour internationale de Justice.

La robe des gens de justice est le vêtement porté par certains acteurs de la justice, généralement lors d'une audience. Dans les pays civilistes (ou de droit continental), les magistrats du parquet, les juges et les agents de greffe portent une robe différente de la robe d'avocat.
En Occident, à travers les âges, les gens de justice étaient des représentants du pouvoir. Comme tels, ils étaient souvent issus de la noblesse ou, à tout le moins, leur charge leur conférait la noblesse (dite « noblesse de robe »). Un habillement différencié a ainsi eu pour fonction à la fois de les distinguer des justiciables et de manifester ostensiblement l'autorité de leur charge.
Les costumes amples et longs étaient communs aux professions considérées comme ayant un statut social élevé (médecins, prêtres, professeurs d'université, avocats, etc.). Il était alors porté en permanence comme habit ordinaire. L’Église catholique  en avait recommandé l'usage pour manifester un souci moral chez ceux qui les portaient : de la sorte, ils n'exposaient pas les formes de leur corps et manifestaient une pudeur de bon aloi.

## France

### Les principes
En France le costume ne s'impose aux magistrats que pour les juridictions judiciaires et les juridictions administratives financières.
Dans l'ordre judiciaire à grade équivalent les robes sont identiques entre juges, procureurs et directeurs de greffe. Toutefois, les directeurs des services de greffe judiciaires se distinguent par l'absence de galon sur leur toque.
Pour l'ordre administratif, il existe un costume de conseiller d'Etat, proche du costume d'académicien et comprenant une épée, mais qui n'est depuis longtemps plus porté. Et il n'est pas prévu de tenue spécifique pour les autres juges administratifs.
La robe des magistrats et des directeurs des services de greffe judiciaires se distingue par le fait qu'elle comporte une simarre noire de soie sur l'avant, alors que pour les avocats seules les revers des manches sont en soie.
Celle du greffier des services judiciaires, de l'auditeur de justice (élève magistrat), et de l'huissier-audiencier ne comporte pas d'épitoge, contrairement à celle du magistrat, du directeurs des services de greffe judiciaires et de l'avocat.
Le costume des magistrats, des directeurs de greffe, et des greffiers est fixé par le code de l'organisation judiciaire en son art.R111-6, ainsi que par le code de commerce et le code des juridictions financières. Ce sont toutes des dispositions réglementaires.
Le costume des avocats est imposé par la loi du 31 décembre 1971
Souvent lors des audiences de cabinet ou en chambre du conseil, c'est-à-dire qui ont lieu dans le bureau du juge, les magistrats et greffiers ne portent pas toujours la robe alors que les avocats, eux, la portent ; c'est également le cas devant les juridictions administratives non-financières.
Les magistrats disposent tous de deux robes (sauf ceux des tribunaux judiciaires) : une robe ordinaire et une robe de cérémonie. La robe ordinaire est toujours noire, même pour le premier président de la Cour de cassation, ou le procureur général, premiers magistrats de France. Cependant, même avec la robe noire, le premier avocat général siégeant, et lui seul, porte en toutes occasions la ceinture rouge à galons dorés. La ceinture rouge du directeur des services de greffe judiciaires de la Cour de cassation ne porte pas de frange.[réf. souhaitée]
On note que si le code de l'organisation judiciaire impose en principe le port de la toque avec la robe ordinaire à toutes les audiences, les magistrats n'appliquent plus cette disposition depuis longtemps ; tout au plus portent-ils leur toque à la main lors des audiences solennelles. À la cour de cassation, la forme de la toque est différente et porte le nom de mortier. Les galons de toutes ces coiffes sont différents selon les grades.
La robe de cérémonie n'est portée que dans circonstances exceptionnelles : assemblée générale ou plénière, prestations de serment...[réf. souhaitée]
Enfin, les décrets du 22 et 29 mai 1852 prévoyaient un "costume de ville des magistrats" proche de celui des académiciens. Bien que ces décrets n'aient jamais été abrogés, ils ne sont plus appliqués depuis le XIXe siècle.[réf. nécessaire]
La loi du 18 février 1791 relative au traitement et au costume des membres du tribunal de cassation disposait : « IV. Les membres du Tribunal de Cassation porteront seulement lorsqu'ils seront en fonctions, l'habit noir, le manteau de drap ou de soie noire, les parements du manteau de la même couleur, & un ruban en sautoir aux trois couleurs de la Nation, au bout duquel sera attachée une médaille dorée, sur laquelle seront écrits ces mots : la Loi. Ils auront la tête couverte d'un chapeau rond, relevé sur le devant, & surmonté d'un panache de plumes noires. Ce costume sera désormais celui de tous les Juges de District & des Tribunaux criminels. V. Le costume des Commissaires du Roi sera le même, à la différence que les Commissaires du Roi auront un chapeau relevé avec une ganse & un bouton d'or, & que sur la médaille qu'ils porteront seront écrits ces mots : la Loi & le Roi. VI. Les Greffiers auront un chapeau rond, relevé sur le devant & sans panache, & un manteau pareil à celui des Juges. ».
| Grade du magistrat | Robe                                                    | Ceinture                                                           |
| --- | ------------------------------------------------------- | ------------------------------------------------------------------ |
| Premier président de la Cour de cassation et procureur général près ladite cour | Rouge, à grandes manches ; manteau et cape de fourrure. | De soie rouge à franges d'or.                                      |
| Présidents de chambre de la Cour de cassation et premiers avocats généraux près ladite cour | Rouge, à grandes manches ; manteau et cape de fourrure. | De soie rouge à franges d'or.                                      |
| Conseillers de la Cour de cassation et avocats généraux près ladite cour | Rouge, à grandes manches.                               | De soie rouge à franges d'or.                                      |
| Premiers présidents et présidents de chambre des cours d'appel procureurs généraux et avocats généraux près lesdites cours | Rouge, à grandes manches, à revers bordés d'hermine.    | De soie noire, avec franges.                                       |
| Conseillers des cours d'appel et substituts généraux près lesdites cours | Rouge, à grandes manches.                               | De soie noire avec franges.                                        |
| Présidents (sauf exceptions), Premiers vice-présidents, vice-présidents et juges des tribunaux judiciaires (ex tribunaux de grande instance), Procureurs de la République (sauf exceptions)procureurs-adjoints, vice-procureurs et substituts près lesdits tribunaux | Noire, à grandes manches.                               | De soie bleu-clair, avec franges. De soie noire à Paris et autour. |

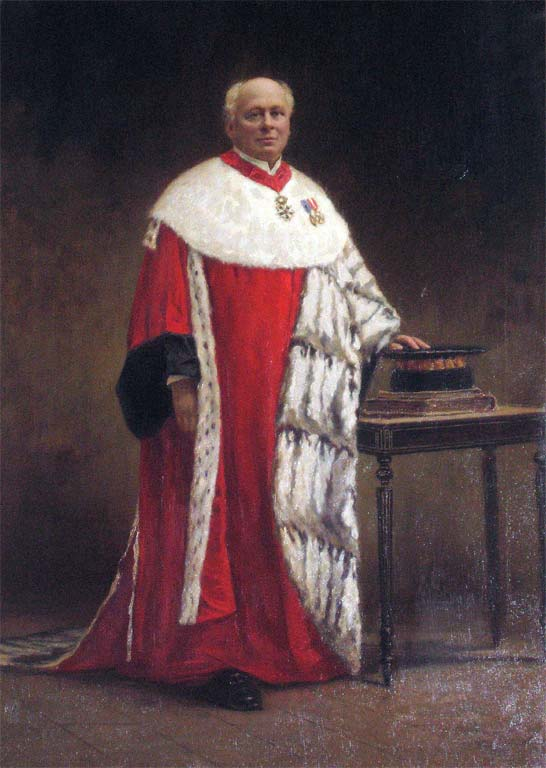
Premier président de la Cour de cassation[2],
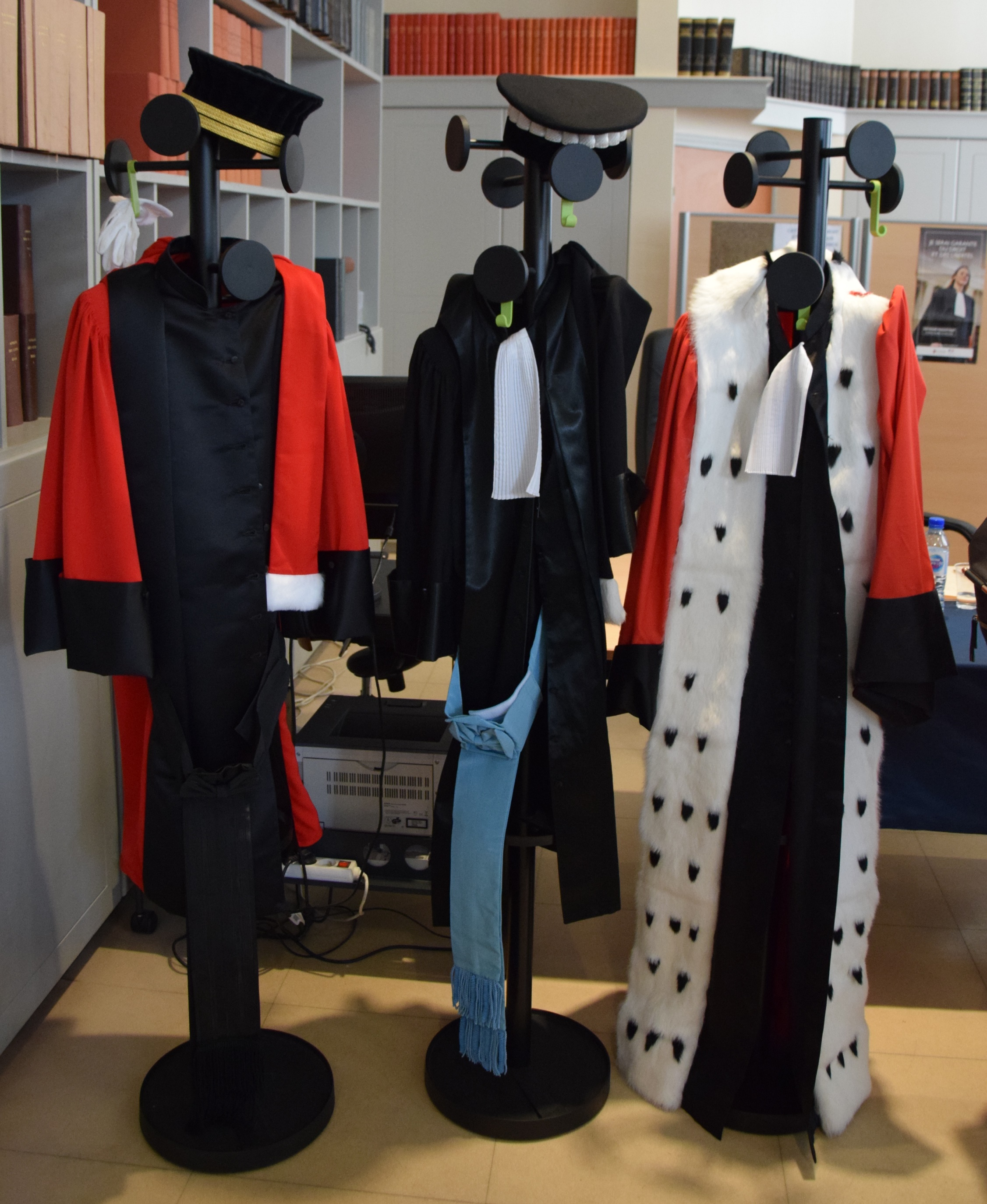
Conseiller de cour d'appel, juge de tribunal de grande instance et président de chambre de cour d'appel[2],

Même s’il ne s’agit pas de « robe » à proprement parler, les notaires de Paris et des Hauts-de-Seine ont un costume qu’ils portent encore à l’heure actuelle dans un certain nombre de circonstances, et notamment lorsqu’ils prêtent serment au tribunal de grande instance et devant l'assemblée de la compagnie.
Il s’agit d’un habit court avec boutons de plastron noirs, un gilet noir, une chemise blanche à poignets de dentelle, noeud papillon blanc, rabat en dentelle blanche et gants noirs, une culotte, des bas noirs et des souliers à boucle. Une cape courte est fixée aux épaules. C’est le costume des députés du tiers état aux États généraux de 1789. Les hommes portent un bicorne à cocarde et plumes noires, et les un femmes un tricorne.

### Les exceptions
Traditionnellement les magistrats de cour portent leur robe rouge dans les affaires criminelles, tandis que les magistrats de tribunaux conservent leur robe ordinaire. Le président de la cour d'assises est donc toujours en rouge car il est membre de la cour d'appel dont dépend le département où siège la cour d’Assises, ainsi que ceux des assesseurs qui en sont également membres. Si le ministère public (avocat général) est tenu par un procureur général ou un substitut général de la cour d’appel, ce magistrat porte également sa tenue solennelle rouge.
Une exception historique concernant le costume existe aussi pour les alentours de la capitale : la robe de cérémonie comporte une ceinture noire au lieu de bleue pour les tribunaux judiciaires (ex- tribunaux de grande instance et d'instance) se trouvant dans le ressort de la cour d'appel de Paris ou de Versailles, ainsi que pour les tribunaux d'Orléans et de Soissons. Le président du tribunal de Paris, le procureur de la République de Paris et le président du tribunal de commerce de Paris sont également les trois seuls magistrats de première instance en France à avoir une robe de cérémonie rouge.

Les hauts magistrats de la Cour de comptes sont les seuls magistrats de France à disposer d'une robe noire à simarre d'hermine.

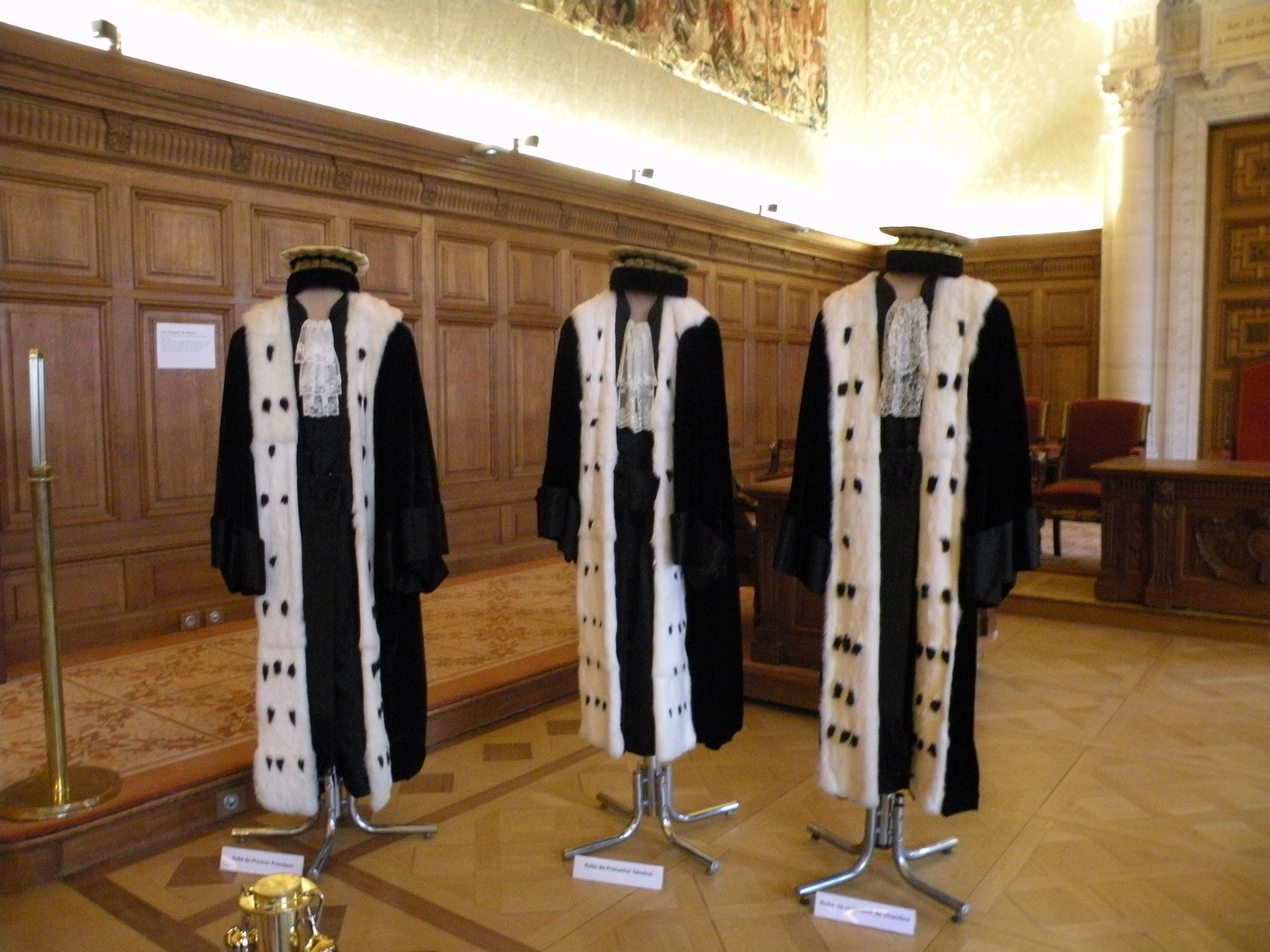
Premier président, procureur général et président de chambre de la Cour des comptes[4].

Les avocats portent une robe noire simple en laine ou en coton, à rabat blanc plissé simple, sans simarre, aux revers de manches en soie noire et à l’épitoge herminée de blanc. Les membres du barreau de Paris peuvent porter l'épitoge veuve (sans hermine). Exception dans l'exception, ils portent leur épitoge herminée lors des audiences solennelles, lorsqu'ils plaident devant une cour et non devant un simple tribunal, lorsqu’il plaident en province et lorsqu'ils sont nommés secrétaires de la conférence, élus bâtonnier ou membre du Conseil de l’Ordre. Les avocats disposent d’un bonnet, qui n’est plus porté. Au Palais, une case numérotée permettait aux avocats d’y ranger leur « toque ». Ces cases existent toujours et servent à recevoir du courrier interne. Y chercher son courrier se dit « relever sa toque », ou « passer à la toque ». Le papier à lettres des avocats, ou leur carte de visite, porte encore aujourd’hui très fréquemment la référence du numéro de « toque » pour permettre aux confrères d’échanger des courriers dans l’enceinte du Palais.

## Belgique
Le costume que portent les magistrats du siège et du parquet et les greffiers est réglé par l'article 353 du Code judiciaire exécuté par l'arrêté royal du 22 juillet 1970 relatif au costume des magistrats et des greffiers de l'Ordre judiciaire.
Pour mémoire, ce texte a abrogé et coordonné des dispositions disparates : l'arrêté royal du 4 octobre 1832 relatif au costume des membres des cours et tribunaux, modifié par l'arrêté royal du 22 juin 1939 ; l'arrêté royal du 14 octobre 1832 relatif au costume des membres des cours et des tribunaux de première instance; l'arrêté royal du 5 août 1845 relatif au costume des procureurs du Roi ; l'arrêté royal du 1er août 1847 prescrivant une marque distinctive pour les procureurs du Roi, juges d'instruction et juges de paix ; l'arrêté royal du 20 novembre 1870 qui est relatif au costume des greffiers adjoints dans les cérémonies publiques et dans les assemblées des cours et tribunaux ; l'arrêté royal du 20 janvier 1939 relatif au costume des membres de l'Ordre judiciaire.
Le costume des magistrats se distingue de celui des avocats par un plus large emploi de la soie et par la présence de boutons sur les épaules, ce dont la toge des avocats est dépourvue.
Alors que les avocats n'ont qu'un seul costume, ceux des magistrats sont différents selon qu'ils sont portés aux audiences ordinaires ou aux audiences solennelles et aux cérémonies. Pour la pompe, le changement le plus évident est que la toge est en tissu rouge au lieu du noir ordinaire. Par ailleurs, les magistrats (principalement les conseillers de cour d'appel qui président une cour d'assises) ne manquent pas d'arborer à cette occasion toutes leurs décorations honorifiques.
Bien que le port d'un couvre-chef soit prévu de manière obligatoire — contrairement aux avocats pour qui il est facultatif —, il n'y a plus que quelques vieux coquets pour encore s'en coiffer. Il s'agit cependant d'un des accessoires qui peut distinguer le rang hiérarchique des magistrats.
En outre, comme les avocats, les membres des cours et tribunaux qui sont docteurs, licenciés (ou master) en droit, portent l'épitoge, pièce de tissu de même couleur que la toge, froncée en son milieu, garnie à ses deux extrémités d'un rang de fourrure blanche (dite hermine), qui se place sur l'épaule gauche et pend sur la poitrine et sur le dos. Les titulaires d'un doctorat ont droit à trois rangs d'hermine, ce qui vaut à certains le surnom d'"avocat Adidas" 

### Juridictions de première instance et parquets attachés

#### Les magistrats
Aux audiences ordinaires, les membres du tribunal de première instance, du tribunal du travail, du tribunal de commerce, du parquet du procureur du Roi, du parquet de l'auditeur du travail, les juges de paix et les juges au tribunal de police portent la toge de tissu noir, à grandes manches dont les revers, le collet et le bas des manches sont garnis de soie noire, la cravate tombante de batiste blanche et plissée et la toque de lamé noir, bordée de velours noir.
Dans une pratique encore minoritaire, certains juges de paix (et leur greffier) siègent en costume de ville (il n'est d'ailleurs pas d'usage que les avocats comparaissent devant eux en toge, sauf si le prétoire se trouve dans l'enceinte d'un palais de justice).
Les présidents, vice-présidents, procureurs du Roi, auditeurs du travail, premiers substituts et présidents consulaires portant la toque de soie noire bordée d'un galon d'argent.
Tandis qu’aux audiences solennelles et aux cérémonies, ces magistrats portent la même toge et en outre une ceinture en soie aux couleurs nationales, à franges rouges et la toque en soie noire bordée d'un galon d'argent.
Les présidents, procureurs du Roi et auditeurs du travail, portent la toque en soie noire bordée d'un double galon d'argent et garnie d'un liseré d'argent à son bord supérieur.
Les vice-présidents, premiers substituts et présidents consulaires portent la toque en soie noire bordée d'un galon d'argent et garnie d'un liseré d'argent à son bord supérieur.

#### Les membres des greffes
Aux audiences ordinaires, les greffiers en chef ou chefs de greffe, les greffiers et commis greffiers portent le même costume que celui prescrit pour les membres des tribunaux et la toque de laine noire unie.
Aux audiences solennelles et aux cérémonies, les greffiers en chef ou chefs de greffe portent le même costume et la toque de soie noire bordée d'un galon de velours noir, les greffiers et commis greffiers portent le même costume et la toque de soie noire unie.

### Cours d'appel, cours du travail et parquets attachés

#### Les magistrats
Aux audiences ordinaires, les membres des cours et de leurs parquets portent la toge de tissu noir, à grandes manches, dont les revers, le collet et le bas des manches sont garnis de soie noire, la cravate tombante de batiste blanche et plissée, et la toque de soie noire unie.
Les premiers présidents, les présidents de chambre, les procureurs généraux et les premiers avocats généraux portent la toque de soie noire bordée d'un galon de velours noir, liseré d'or.
Tandis qu’aux audiences solennelles, aux audiences des cours d'assises et aux cérémonies, la toge est de tissu rouge de la même forme que la noire, dont les revers, le col et le bas des manches sont garnis de soie noire, la cravate en dentelle blanche et la toque de velours noir, bordée d'un galon de soie noire, liseré d'or.
Les premiers présidents et les procureurs généraux ont le revers de la toge doublé d'une fourrure blanche. Ils portent la toque de velours noir bordée d'un double galon de soie noire, liseré d'or et garnie d'un liseré d'or à son bord supérieur.
Les présidents de chambre et les premiers avocats généraux portent la toque de velours noir bordée d'un double galon de soie noire, liseré d'or et garnie d'un liseré d'or à son bord supérieur.

#### Les membres des greffes
Les greffiers en chef portent le même costume que celui prescrit pour les membres de la cour, la toque de soie noire bordée d'un galon de velours noir.
Les greffiers et commis-greffiers portent le même costume mais la toque est de soie noire unie.

### Cour de cassation

#### Les magistrats
Aux audiences ordinaires, selon la loi, les membres de la Cour portent la toge de tissu noir à grandes manches, dont les revers, le collet et le bas des manches sont garnis de soie noire, la ceinture rouge, la cravate tombante de batiste blanche et plissée et la toque de soie noire unie.
En pratique, les membres de la Cour ne portent pas exactement cette toge. La ceinture a été remplacée par un carré rouge de tissu au niveau abdominal directement imprimé sur la toge.
Le premier président, le président, le procureur général et le premier avocat général portent un galon d'or au bas de la toque.
Tandis qu’aux audiences solennelles et aux cérémonies, la toge est de tissu rouge de la même forme que la noire; les revers, le collet et le bas des manches sont garnis de soie rouge, la cravate en dentelle blanche et la toque de velours noir bordée d'un galon d'or.
Le premier président, les présidents de chambre, le procureur général et les premiers avocats généraux ont le revers de la toge doublé d'une fourrure blanche. Ils portent à la toque deux galons d'or, un au bas de la toque et l'autre au bord supérieur de la toque.
Bien que la loi ne le prescrive pas, ils portent aussi des gants blancs.

#### Les membres des greffes
Aux audiences ordinaires, le greffier en chef, les greffiers et commis-greffiers portent la toge de tissu noir à grandes manches, dont les revers, le collet et le bas des manches sont garnis de soie noire, la ceinture noire et la toque de soie noire unie. Le greffier en chef porte un galon de velours noir au bas de la toque.
Aux audiences solennelles et aux cérémonies, le greffier en chef, les greffiers et commis-greffiers portent la toge rouge de la même forme que la noire, dont les revers, le collet et le bas des manches sont garnis de soie rouge, la cravate en dentelle blanche et la ceinture noire terminée par des franges en soie de même couleur. Le greffier en chef porte la toque de soie noire bordée d'un galon de velours noir liseré d'or. Les greffiers et commis-greffiers portent la toque de soie noire, bordée d'un galon de velours.

## Suisse
En Suisse, chaque canton a ses propres règles et ses propres usages en rapport avec le port de la robe.
Au niveau fédéral, seule une tenue de ville est exigée des juges fédéraux, mais pas de robe.

### Canton de Fribourg
Dans le canton de Fribourg, la robe des magistrats et des avocats, ample et longue, avec des manches évasées, est fermée sur le devant par une rangée de boutons, a un col au ras du cou et se porte avec un rabat plissé blanc et une épitoge herminée. Portée sur l'épaule gauche, l'épitoge se compose de deux brins : le bout large et court se porte dans le dos, et le bout long et fin sur la poitrine. L'ancienne pratique de certains avocats ou magistrats, selon laquelle les deux brins étaient rejetés en arrière, est tombée en désuétude.
- Les avocats et les stagiaires portent la robe noire avec l'épitoge herminée noire
- Les procureurs du Ministère public portent la robe noire avec l'épitoge herminée rouge
- Les magistrats des tribunaux de première instance ne portent pas la robe, à l'exception des juges et du greffier du Tribunal pénal économique, qui portent une robe noire, sans épitoge ni rabat (art. 17 al. 3 du règlement du TPE)
- Les magistrats des Cours d'appel du Tribunal cantonal portent la robe rouge avec l'épitoge herminée rouge. Le greffier de la Cour d'appel porte lui une robe noire avec épitoge herminée noire.

## Angleterreetpays de Galles

### Quand l'habit est porté
Un costume d'audience (en:Court dress) est porté lors des audiences publiques des cours suprêmes (en:Supreme Court of Judicature) et des cours de comtés (en:county courts).
Néanmoins, le juge peut s'en dispenser à sa discrétion, par exemple s'il fait particulièrement chaud, à chaque fois que cela pourrait intimider les enfants, notamment devant les chambres de section famille de la Haute Cour (en:Family Division) et lors des procès de mineurs.
Quand ils plaident devant la Cour suprême du Royaume-Uni et le Comité judiciaire du Conseil privé, les avocats doivent porter un costume d'audience. Les juges du Comité judiciaire du Conseil privé  sont habillés en costume de ville.
Le costume n'est pas porté lors des audiences de cabinet en chambre du conseil (hearings in chambers) et devant les magistrates' courts.

### Avocats
Les avocats anglais (qu'il s'agisse des barristers ou des solicitors) qui comparaissent devant un juge qui porte la toge ou bien encore devant le Comité judiciaire du Conseil privé du Roi (Comité judiciaire du Conseil privé), doivent eux-mêmes porter un costume d'audience.
Tous les avocats portent un col blanc amidonné avec des bandes de tissus (deux bandes de cinq pouces sur un qui pendent devant la gorge). Ils portent aussi soit une jaquette noire, soit un manteau noir avec un pantalon gris.
Depuis le début de l'année 2009, le port de la perruque a été abrogé dans le cadre des procédures civiles. Désormais, son port demeure seulement obligatoire lors des comparutions dans les affaires pénales.

### King’s Counsel
Les barristers ou solicitors qui ont reçu le brevet de Conseiller du roi (ou KC) portent un vêtement coupé comme au XVIIIe siècle dans un tissu soyeux. C'est pour cette raison qu'ils sont aussi désignés parfois comme silk (soie, en anglais).
À l'occasion de cérémonies, ils portent un costume spécial. Une perruque plus longue est aussi de mise.

### Juges
Généralement, les juges de la High Court portent les mêmes vêtements de soie noire que celui des conseils de la reine, comme le font aussi les juges de la cour d'appel d'Angleterre et du pays de Galles.
Tous les juges portent une perruque courte lors des audiences ordinaires tandis que lors des cérémonies, ils portent une perruque plus longue.
Les juges des plus hautes cours (la Cour Suprême et le Comité judiciaire du Conseil privé) ne portent pas du tout de costume d'audience alors que les avocats qui comparaissent devant eux doivent en porter un. Ils sont habillés avec un costume de ville ordinaire et une cravate.
C'est devant les cours intermédiaires (en:intermediate courts) qui jugent des affaires en première instance (avec un jury dans les affaires pénales) que le costume est le plus élaboré.

#### Les juges de la High Court
En hiver, quand ils traitent des affaires criminelles en première instance les juges de la High Court porte une robe écarlate avec un col en fourrure, une étole noire, etc.
Pour le même type d'affaires en été, ils sont habillés de la même façon, mais les bords en fourrure sont remplacés par de la soie.
En matière civile, ils portent une robe noire en hiver avec un col en fourrure, une étole noire, etc. ; en été, une robe violette avec un col en soie de cette même étole noire.

#### Les juges itinérants
Un juge itinérant (dans les cours du comté ou dans les tribunaux de la couronne), Circuit Judge, porte une robe violette. Ils portent une bande de tissu lilas quand ils traitent des affaires civiles et rouge quand ils traitent les affaires pénales.

### Occasions particulières
À certaines occasions particulières (notamment le jour de l'anniversaire du souverain et lors de la fête de certains saints), les juges portent une robe écarlate adaptée à la saison.
À l'occasion de cérémonies (par exemple lors de l'ouverture de l'année judiciaire), les juges et les conseils de la reine portent une perruque longue et modifient un peu leur costume. En outre, les juges de la High Court portent quant à eux un manteau écarlate de fourrure sur lequel vient s'ajouter une chaîne en or spécifique à la charge de Lord Chief Justice. Les juges de la cour suprême et de la cour d'appel portent un manteau à damas lourdement chargés de broderies dorées.

## Écosse
Le costume des tribunaux écossais est très similaire à celui des cours anglaises, mais avec quelques différences notables. Par exemple, les avocats écossais portent un nœud papillon blanc à la place des deux bandes (geneva tabs) du costume anglais.
Les robes de juges écossais sont aussi très différentes de celles des juges anglais.
Les juges de la cour suprême (supreme court) sont appelés senators of justice et siègent : au civil dans la Court of Sessions et portent une tenue cramoisie avec des croix rouge foncé et au criminel dans la High Court of Justiciary où ils portent le titre de Commissaire de Justice ; en ce cas leur robe est rouge et blanche avec des croix rouges sur la partie blanche.
Les shérifs principaux et les shérifs portent une tenue noire semblable à celle des avocats.

## Commonwealth
Dans beaucoup de pays du Commonwealth, comme en Australie ou dans les Caraïbes, le costume est demeuré identique à celui des juridictions anglaises. Beaucoup de pays africains qui étaient des colonies britanniques ont continué de la même manière à porter le même costume, y compris les perruques blanches.
Mais dans l’État de Victoria, en Australie, le vêtement d'audience pour les avocats est identique à celui qui a cours en Angleterre hormis le fait qu'il n'y a plus de distinction dans la profession entre solicitors et barristers et d'autres petits détails vestimentaires. Par ailleurs, plus aucun costume n'est requis devant les Magistrates' Court of Victoria.

## Canada
Au Canada, là aussi, le costume est demeuré identique hormis le fait que les perruques ont été abandonnées.
Par ailleurs, dans certaines juridictions de première instance, il a été admis que les avocats se présentent devant la juridiction en costume de ville. Il est ainsi admis devant les juridictions de première instance du ressort provincial et territorial. Il n'y a pas de distinction de costume entre les solicitors et les barristers, cette distinction de fonction n'existant plus dans le droit canadien.

## Nouvelle-Zélande
En Nouvelle-Zélande, le costume d'audience a été simplifié en 1996. Les juges portent une toge noire dans les juridictions de district, la haute cour et la cour d'appel tandis que les avocats ne doivent porter un veston noir que devant ces deux dernières juridictions. Les perruques et les autres habillements spécifiques ne sont plus portés qu'à l'occasion de cérémonies. Par ailleurs, les juges de la cour suprême de Nouvelle-Zélande ne portent plus aucune toge, copiant ainsi l'usage de la Chambre des Lords.

## Hong Kong
À Hong Kong, le costume d'audience est pratiquement le même qu'en Angleterre et au pays de Galles. Suivant le principe du « un pays, deux systèmes » contenus dans l'arrangement qui a été pris après 1997 quand la souveraineté de cette colonie de la couronne britannique a été transférée à la république populaire de Chine comme une région administrative spéciale, ce territoire a continué d'être régi par le common law et par la tradition juridique anglaise. La seule différence notable est que les juges de la cour d'appel ne portent plus de perruque.

## États-Unis

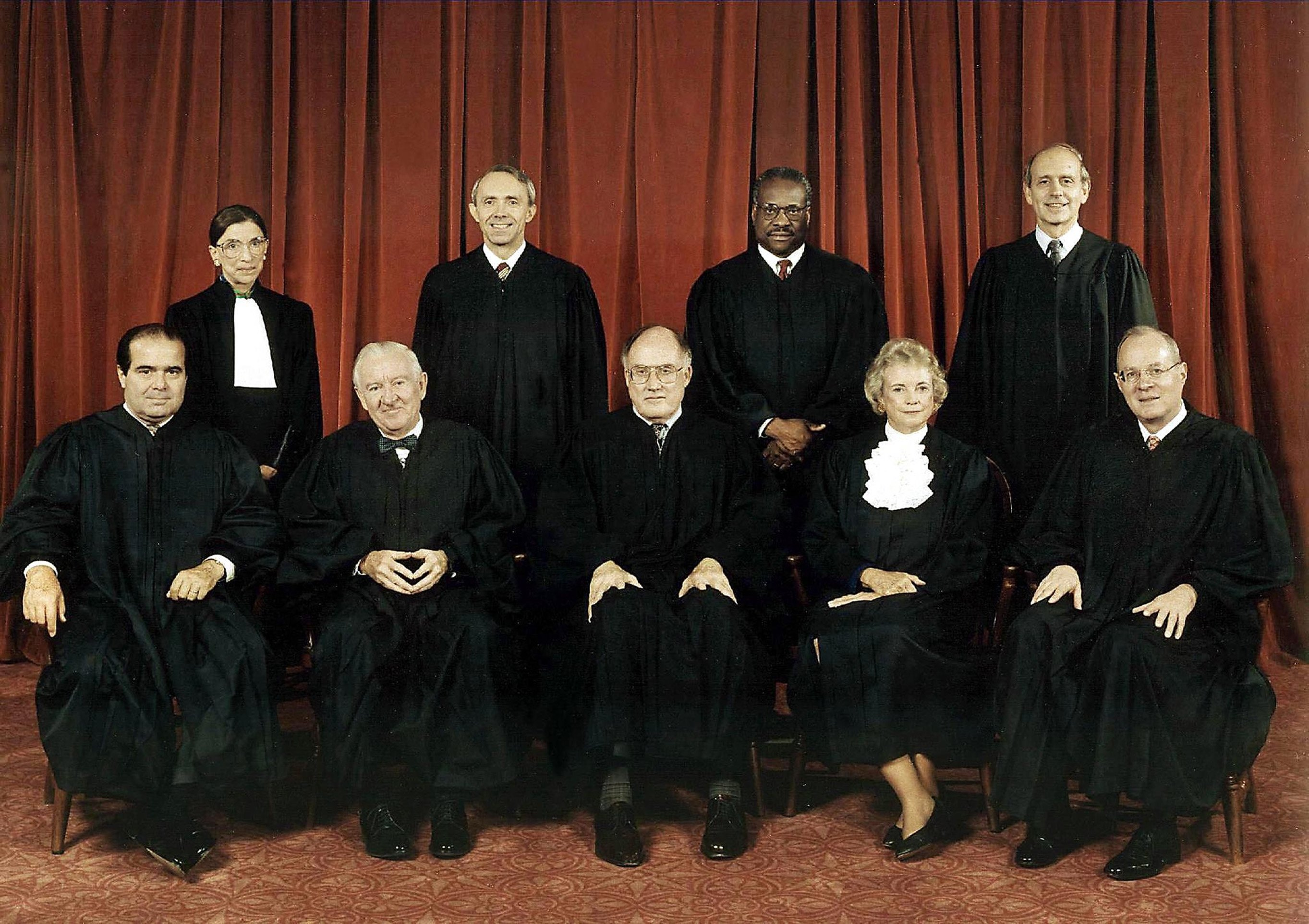
Photo de groupe des juges de la Cour suprême des États-Unis en 1994.

Le port d'un costume spécifique est assez rare aux États-Unis. Généralement, aussi bien les juges de l'État que ceux des juridictions fédérales sont libres de choisir leur propre costume lors de l'audience. Leur choix se porte généralement sur une toge noire assez simple qui couvre le corps jusqu'au milieu du tibia avec des manches. Les juges féminins portent parfois en plus un rabat blanc orné de dentelle. Parfois, l'on rencontre aussi un juge qui porte un vêtement d'une autre couleur, par exemple bleu ou rouge.
En 1994, le Juge en chef des États-Unis, M. William Rehnquist, a ajouté quatre barrettes dorées sur chaque épaule de sa toge, mais ce changement dans son costume (il était dans cette fonction depuis 1986) est de son invention, inspiré d'un costume d'opérette, Iolanthe, et non pas en s'inscrivant dans un précédent historique quelconque. Son successeur, M. John Roberts, est revenu à la toge noire épurée.
Beaucoup de juges de cour suprême d'État portent un style de robe particulier, le plus notable étant celui de la cour d'appel du Maryland où tous les juges portent une toge rouge moirée.
Certains juges abandonnent toute espèce de costume spécial et président leur juridiction en tenue de ville normale.
Le costume professionnel des avocats n'est pas régi précisément. Ils plaident en costume de ville pour les hommes avec une cravate et des chaussures en cuir et, pour les femmes, un tailleur classique avec un chemisier et le plus souvent une jupe. Cependant, de plus en plus de femmes portent le pantalon. Il est cependant arrivé que des juges interdisent à des avocats féminins de se présenter devant eux en pantalon, mais cet interdit tombe en désuétude.
L'exception la plus frappante de costume non cérémoniel est certainement l’Avocat général des États-Unis. Quand il se présente (lui-même ou son délégué) pour plaider une affaire devant la cour suprême des États-Unis, il porte un costume avec un pantalon rayé, un ascot gris, et un veston sport, ce qui ne passe pas inaperçu.

### Pays de droit continental
- France : 
  - Les costumes de justice sur le site de la cour d'appel de Paris
  - Jacques Boedels, Les habits du Pouvoir, La Justice : avant propos de Guy Danet, introduction de Jean-Denis Bredin, Antebi, 1992, 221 p. (ISBN 9782908672022)

### Monde anglo-américain
- Consultation anglaise sur la réforme du costume d'audience : Court Dress Consultation Paper (elle n'a abouti qu'à des modifications négligeables) ;
- Site illustré avec les différents costumes des juges en audience à travers le monde : Judicial costumes around the world ;
- Manufacture anglaise de perruques pour costume d'audience : Legal Habits; a brief sartorial history of wig, robe and gown Thomas Woodcock (2003)